# Конвой Рабаул – Палау (16.10.1943 – 23.10.1943)
Конвой Рабаул – Палау (16.10.1943 – 23.10.1943) – японський конвой часів Другої Світової війни, проведення якого відбувалось у жовтні 1943-го.
Конвой сформували у Рабаулі – розташованій на острові Нова Британія головній базі японців у архіпелазі Бісмарка, з якої вони провадили операції на Соломонових островах та сході Нової Гвінеї. Пунктом призначення при цьому був важливий транспортний хаб Палау у західній частині Каролінських островів. 
До складу конвою увійшли транспорти «Кунікава-Мару» (до 1 жовтня рахувався як гідроавіаносець) та «Гошу-Мару» (Goshu Maru), тоді як ескорт забезпечував есмінець «Тачікадзе».
16 жовтня 1943-го судна вийшли із Рабаулу та попрямували на північний захід. 21 жовтня в район на північний схід від атолу Уліті американський підводний човен USS Steelhead уразив «Гошу-Мару» двома торпедами. Судно отримало важкі пошкодження, виникла пожежа, проте «Гошу-Мару» не затонуло, а вогонь вдалось приборкати. Транспорт зберіг можливість пересуватись зі швидкістю 2 – 4 вузла та під охороною «Тачікадзе» попрямував до атолу Уліті. «Кунікава-Мару» продовжив шлях самостійно і 23 жовтня успішно досягнув Палау.
1 листопада 1943-го на Палау також прибули «Гошу-Мару» і «Тачікадзе» (у підсумку «Гошу-Мару» загине наприкінці березня 1944-го, коли по Палау нанесе потужний удар американське авіаносне з’єднання).